# Parque nacional Monte Chinghee
El parque nacional Monte Chinghee es un parque nacional en Queensland (Australia), ubicado a 93 km al sur de Brisbane. Está incluido dentro de la lista de sitios naturales del Patrimonio de la Humanidad de la Unesco bajo la denominación conjunta Bosques húmedos Gondwana de Australia.